# Smrt si říká Engelchen (film)
Smrt si říká Engelchen je válečné psychologické filmové drama slovenského režiséra Jána Kadára a českého režiséra Elmara Klose z roku 1963, které bylo natočeno podle stejnojmenného románu Ladislava Mňačka z roku 1959.

## Příběh
Snímek i román vyprávějí retrospektivní příběh konce druhé světové války a období Slovenského národního povstání pohledem raněného partyzána Pavla (Jan Kačer). Pavel je přivezen do nemocnice ve Zlíně, kde se octl s vážným zraněním páteře, které utrpěl při stíhání prchajícího nacistického kapitána Engelchena. Pavel leží v nemocnici, jeho stav je vážný, má ochrnuté nohy. V retrospektivách se vrací k posledním týdnům, ve kterých se s partyzánskou skupinou pokoušeli obsadit vesnice na Valašsku, zejména rodnou vesnici Paseky (v románu jde o obec Ploština) a vyhnat Němce. Partyzáni postupně získávají převahu, nicméně situace s prchajícími okupanty se několikrát zvrátí a vede k tragické události, vypálení rodné vsi.
Součástí retrospektiv a vzpomínek, které se v horečnatých nocích Pavlovi vracejí, jsou také vzpomínky na Martu, ženu z místní baťovské fabriky, která během války sloužila jako dvojitý agent. Pavel se do ní postupně zamiluje a jako jediný má pro její situaci a úmysly pochopení. Marta se po válce vytrácí a objeví Pavla až po nějakém čase v nemocnici. I přes silné pouto jej opouští. Bez ohledu na rekonvalescenci Pavel nemocnici opouští na revers, aby našel uprchlého důstojníka Engelchena.

## Výroba
Celý film se natáčel 16 měsíců (132 natáčecích dní), což byl nadstandardní čas. Natáčení probíhalo převážně na samotě v Krkonoších, nedaleko chaty kameramana Rudolfa Miliče.

## Tvůrci
- Námět: Ladislav Mňačko román Smrt si říká Engelchen
- Scénář, režie: Ján Kadár, Elmar Klos
- Hudba: Zdeněk Liška
- Zvuk: František Černý, Bohumír Brunclík
- Kamera: Rudolf Milič
- Střih: Diana Heringová, Jaromír Janáček

## Obsazení
| Jan Kačer        | partyzán Pavel Kubec        |
| Eva Poláková     | sekretářka Marta            |
| Martin Růžek     | doktor                      |
| Blažena Holišová | řádová sestra Alžběta       |
| Vlado Müller     | partyzánský velitel Nikolaj |

## Ohlasy

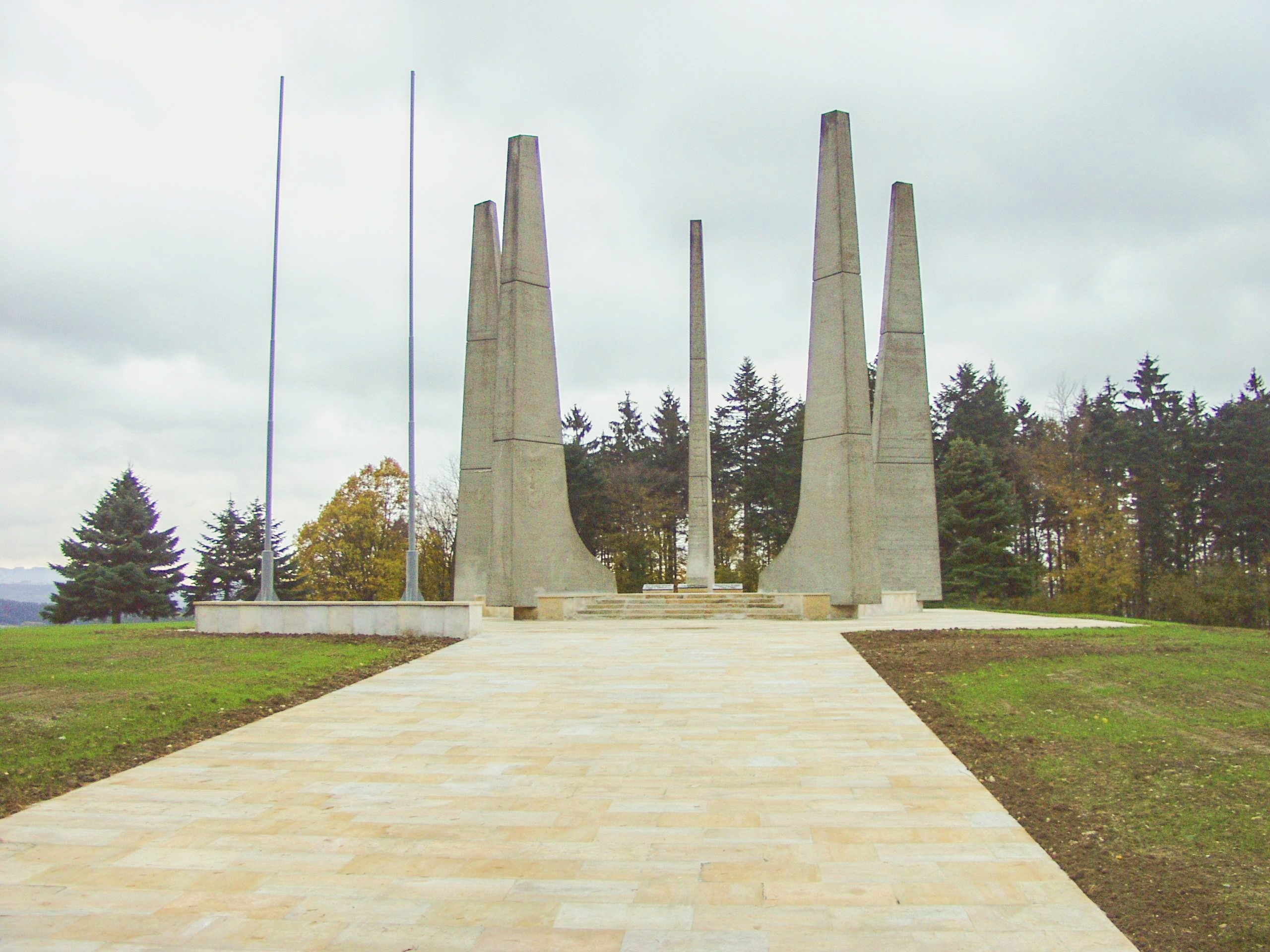
Památník Ploština, dějiště románu

Smrt si říká Engelchen byla snímkem, kterým se autorská dvojice Kadár-Klos vracejí po pětileté přestávce. Mnohovrstevnaté dílo bylo v době uvedení vnímáno jako zásadní příspěvek k přehodnocení druhé světové války. Nejednoznačná interpretace chování partyzánů, stejně jako psychologicky věrné vylíčení nacistů a kolaborantů vyvolalo vlnu nevole. Film bývá přirovnáván k filmovým psychologickým "románům" a dramatům Alaina Resnaise, Andrzeje Wajdy nebo Alaina Robbe–Grilleta. Filmový kritik Peter Hames uvádí, že mnozí považují tento film za nejlepší dílo Kadára a Klose.

### Zajímavosti
- Film měl původně zfilmovat Jiří Sequens, poté Jindřich Polák (televizní verzi natočil v roce 1961 pro STV Ivan Balaďa)
- Titulky filmu jsou navzdory zavedené dobové tradici na jeho konci[2]